# Ford Prefect (postava)
Ford Prefect je stopař a je fiktivní postavou, se kterou se lze setkat ve sci-fi Stopařův průvodce po Galaxii. V knižní podobě tohoto sci-fi se s ním můžete setkat i v dalších dílech této trilogie, která má dohromady 5 dílů.
Tento mimozemšťan pochází z Betelgeuze 5 a jeho původní jméno je vyslovitelné pouze v obskurním betelgeuzském dialektu, který zanikl při Velkém hrungozhroucení gal., které smetlo veškeré staré Praxibetelské osady na Betelgeuze 7. Jediný, kdo záhadně přežil, byl jeho otec. Ovšem tato událost je opředena velice podivným a nevysvětlitelným tajemstvím. Otec se přestěhoval na Betelgeuze 5, kde se stal jeho otcem i strýčkem. Na počest vyhynulé rasy mu dal jméno v již zaniklém jazyce a zemřel kvůli tomu, že se jej jeho syn nikdy nenaučil vyslovit.
Jméno „Ford Prefect“ si vybral, když na patnáct let ztroskotal na Zemi. Ve svém životě se stává přítelem pozemšťana Arthura Denta a po demolici Země Vogony kvůli hyperprostorové dálnici se znovu setkává s bratrancem Zafodem Bílbroxem a jeho přítelkyní, pozemšťankou Trillian.
Společně s těmito lidmi prožívá při cestách životem, vesmírem a vůbec různá dobrodružství.
Přezdívka Forda Prefecta je Ix, jejíž překlad z jazyka Betelgeuze 5 znamená „chlapec, který neumí uspokojivě vysvětlit, co je to Hrung, ani proč si vybral ke zhroucení zrovna Betelgeuze sedm“.